# Mayama Seika

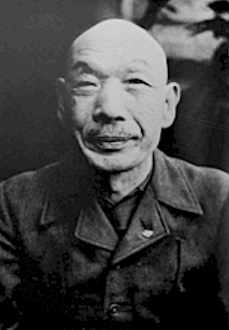
Mayama Seika

Mayama Seika (japanisch 真山 青果, wirklicher Name Mayama Akira (真山 彬); geb. 1. September 1878 in Sendai (Präfektur Miyagi); gest. 25. März 1948 in Shizuoka) war ein japanischer Buch-Autor und Dramatiker.

## Leben und Werk
Mayama Seika brach eine Ausbildung an der Abteilung für Medizin der „Daini kōtō gakkō“ ab und zog nach einer Tätigkeit als Pharmaziestudent und Vertretungsarzt in einem Krankenhaus nach Tokio, um eine literarische Karriere zu beginnen. Dort orientierte er sich an den Schriftstellern Satō Kōroku (1874–1949) und Oguri Fuyō. Er wurde 1907 mit der Veröffentlichung von „Minami Koizumi Mura“ (南小泉村) und „Myōga batake“ (茗荷畑), Geschichten über das schwierige Leben auf dem Lande, als vielversprechender, naturalistischer Autor bekannt.
Er geriet jedoch durch den doppelten Verkauf eines Manuskripts in Schwierigkeiten und schloss sich Ende 1913 auf Empfehlung des Schauspielers Kitamura Rokurō (1871–1961) dem Unternehmen Shochiku an. So wurde er zum Stückeschreiber im Stil des „Shimpageki“ (新派劇), des „Neuen Theaters“, wobei er den Künstlernamen „Teiteisei“ (亭々生) führte. Er schrieb Stücke wie „Mibana adabana“ (実花仇花), „Asagiri kouta“ (朝霧小唄) oder „Kumo no wakare-ji“ (雲の別れ路) und verfasste Bühnenbearbeitungen u. a. von „Shuchū nikki“ (酒中日記).
1924 kehrte Mayama wieder auf die literarische Bühne zurück mit dem Buch „Gemboku to Chōei“, mit einem historischen Roman. In der Folgezeit schuf er eine Serie mit historischen Dramen wie „Taira no Masakado“ (平 将門), über einen Feldherren aus der Heian-Zeit (1925 bis 1926), „Ōshio Heihachirō“ über einen gescheiterten Idealisten (1926), „Tōchūken Kumoemon“ (桃中軒 雲右衛門) über einen Könner des Sprechgesangs um 1900 (1927), „Sakamoto Ryōma“ (1928), „Nogi Shogun“ (1929 bis 1930) über Nogi Maresuke und die Trilogie „Edojō sō-osamu “ (江戸城総攻) – „Generalangriff auf die Burg Edo“ (1926 bis 1934). Damit wurde er zu einer führenden Figur des kommerziellen Theaters. Seine Stücke sind bekannt für ihre historische Genauigkeit und für das Zusammenspiel der handelnden Figuren. Als berühmteste Spielfolge ist „Genroku chūshingura“ (元禄忠臣蔵), also die Geschichte der 47 Samurai aus dem Jahr 1703, zu nennen.
Mayama ist zudem bekannt für seine historischen Studien zum Leben und Wirken der Schriftsteller Ihara Saikaku und Kyokutei Bakin, für seine Studien zum Sendai-Dialekt und zu anderen Themen. 1941 erhielt er den Noma-Literaturpreis, 1942 wurde er Mitglied der Akademie der Künste.